# Torino villamosvonal-hálózata

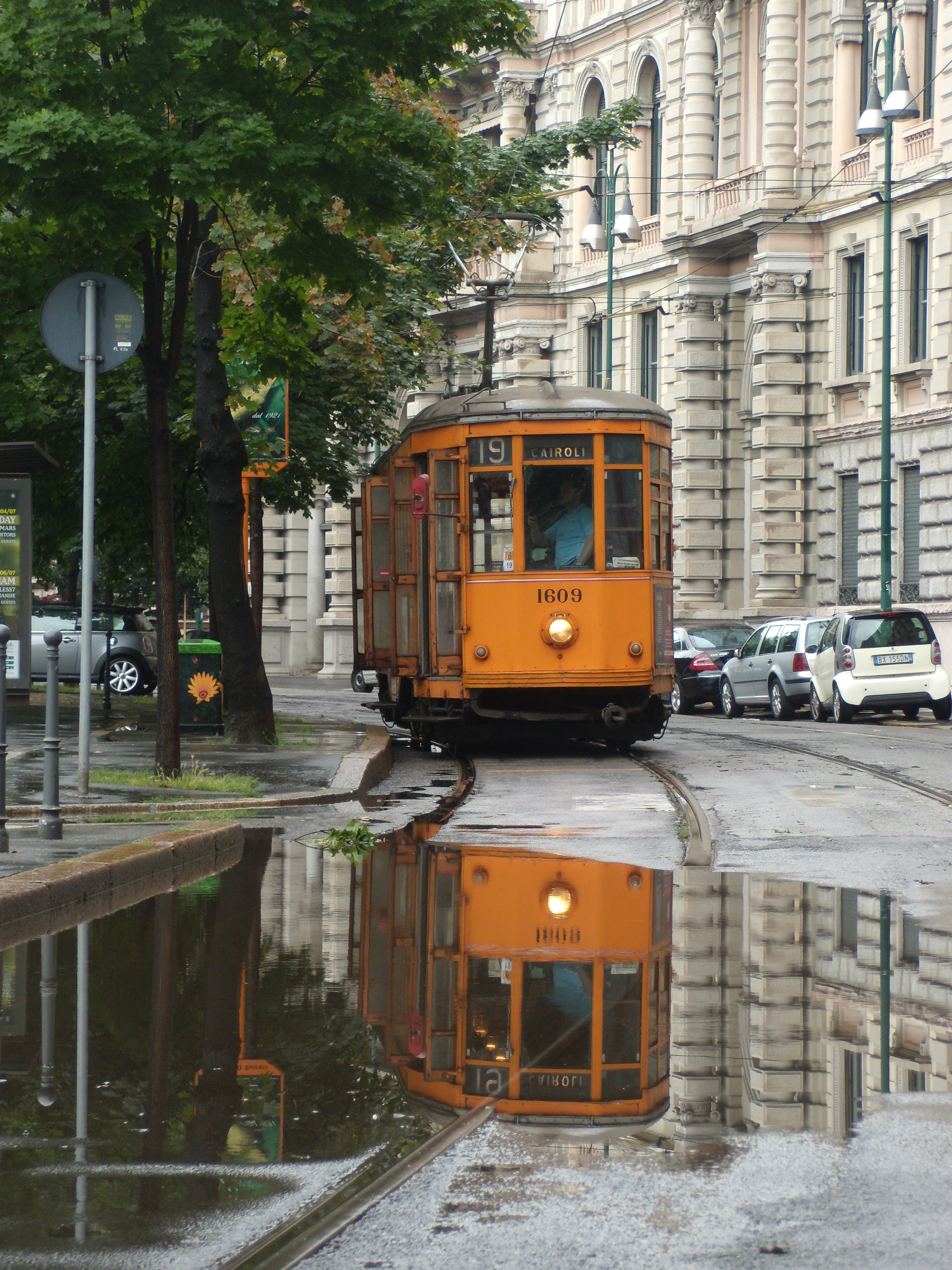

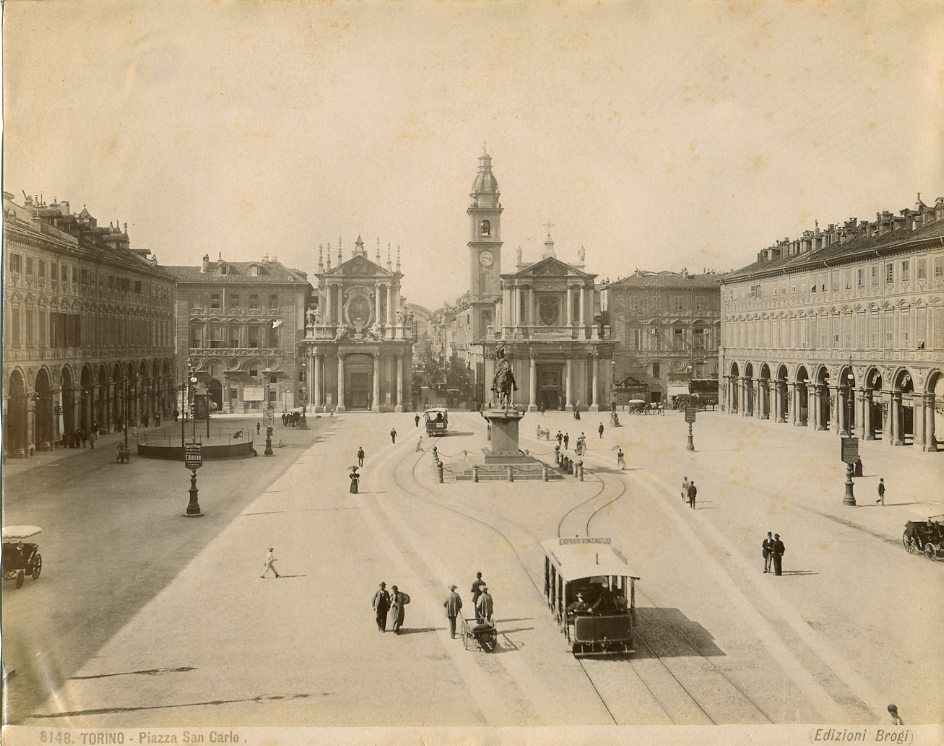
Lóvasút Torinóban

Torino villamosvonal-hálózata (olaszul: Rete tranviaria di Torino) egy villamoshálózat Olaszországban, Torinóban. A forgalom 1871-ben indult meg, akkor még lóvontatással, 1893-ban tértek át a villamos üzemre. A hálózat hossza 88 km, nyomtávolsága 1445 mm, az áramellátás felsővezetékről történik, a feszültség 600 V egyenáram. Jelenleg 10 viszonylat üzemel 9 vonalon.

## Vonalak
- 3 Corso Tortona - Piazzale Vallette (9,35 km)
- 4 Strada del Drosso - Via delle Querce (17,8 km)
- 7 Piazza Castello (körjárat) (6,9 km) (nosztalgiavillamos, ünnepnapokon)
- 9 Piazza Stampalia - Corso Massimo D'Azeglio (9,4 km)
- 9/ Piazza Bernini - Juventus Stadium (5,5 km)
- 10 Piazza Statuto - Corso Settembrini / Piazza Caio Mario (korlátozott forgalom) (9,3 km)
- 13 Piazza Campanella - Piazza Gran Madre (6,7 km)
- 15 Via Brissogne - Piazza Coriolano (11,5 km)
- 16 cs Piazza Sabotino (körjárat) (12 km)
- 16 cd Piazza Sabotino (körjárat) (12 km)
- Sassi–Superga fogaskerekű Piazza Gustavo Modena - Basilica di Superga (3,1 km)

## Járművek

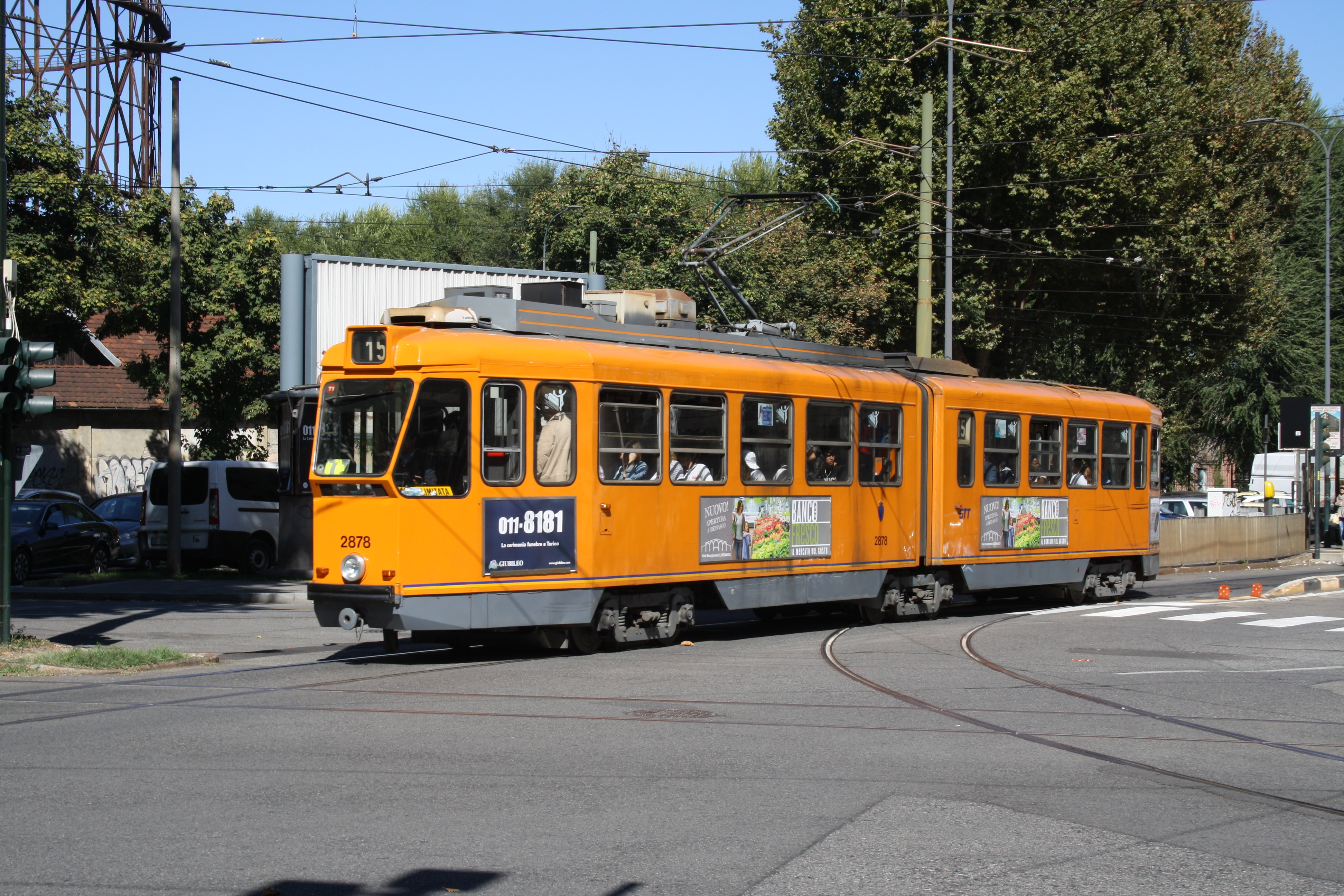
2800-as sorozat
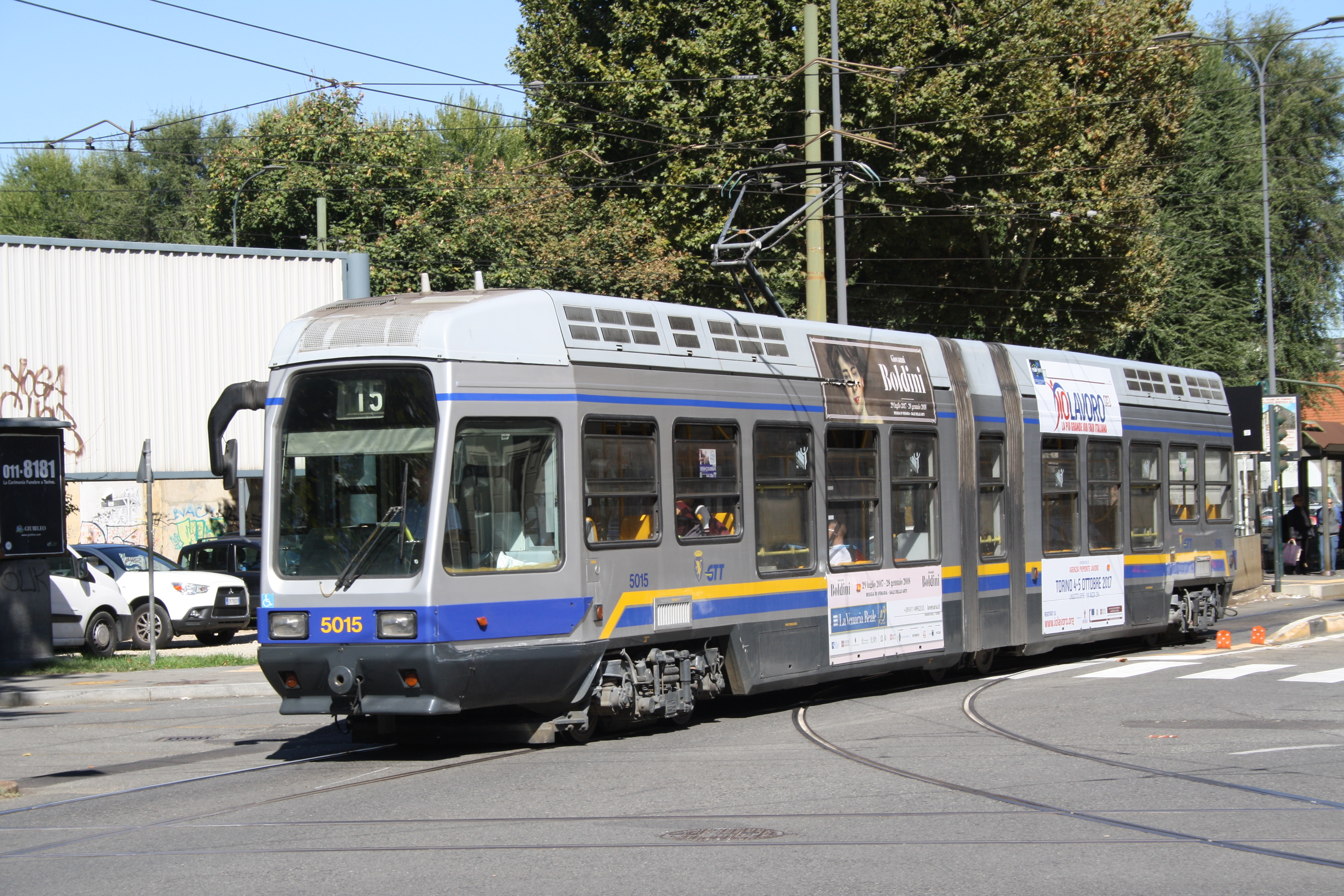
ATM 5000 sorozat
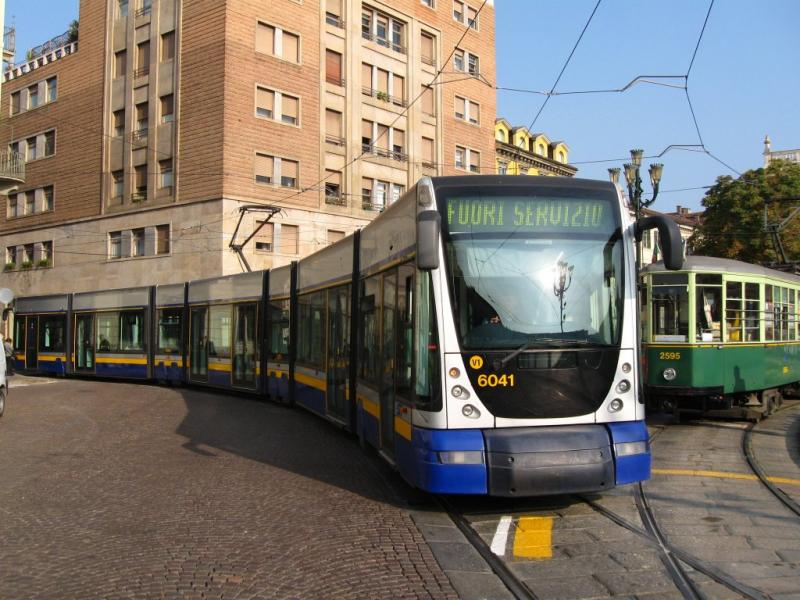
6000 sorozat (Alstom Cityway)

## Galéria

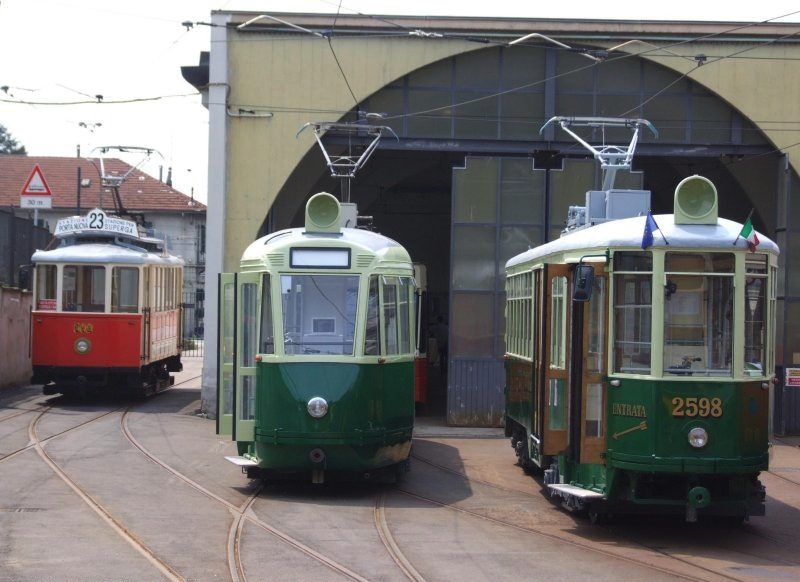
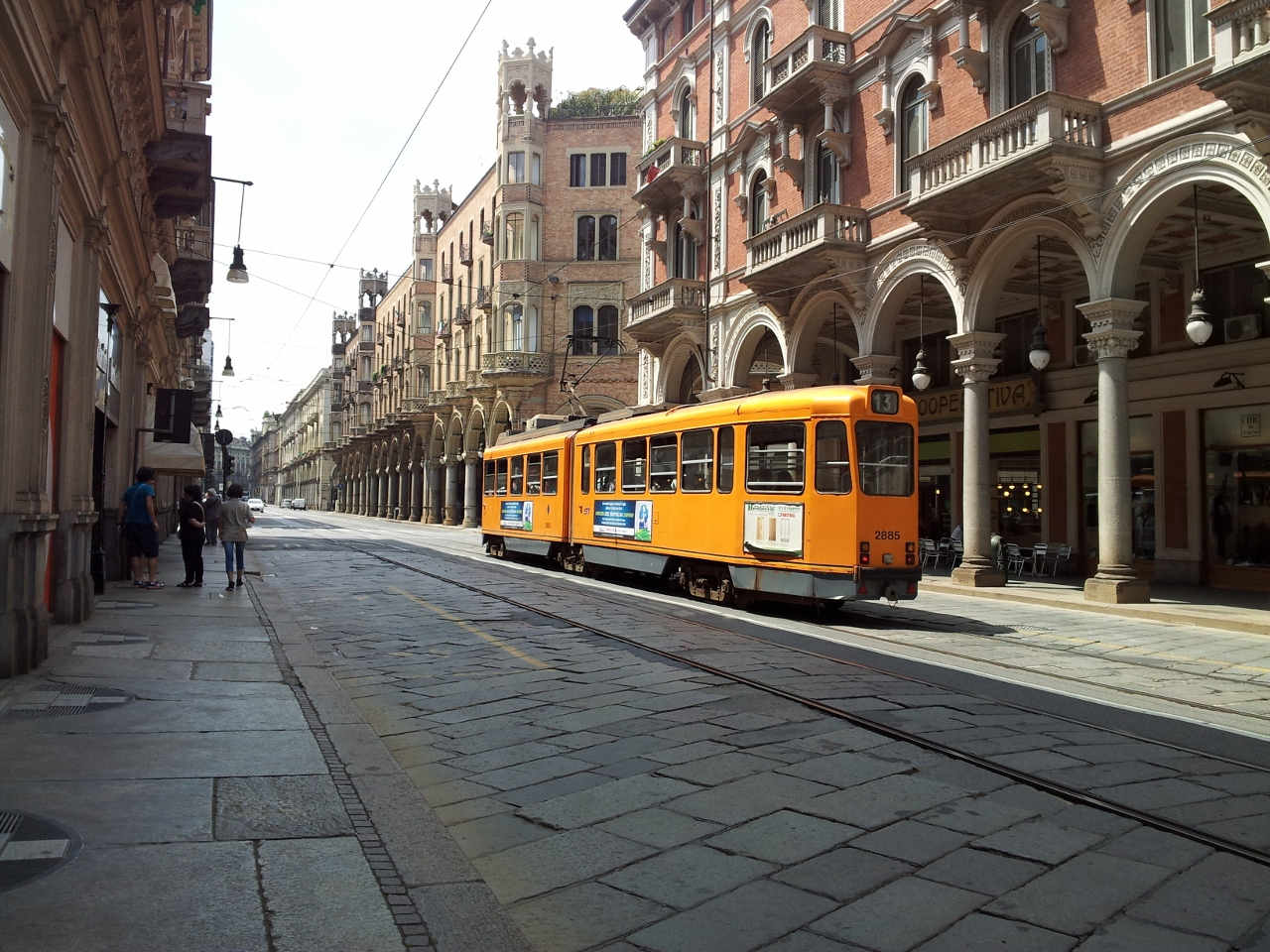
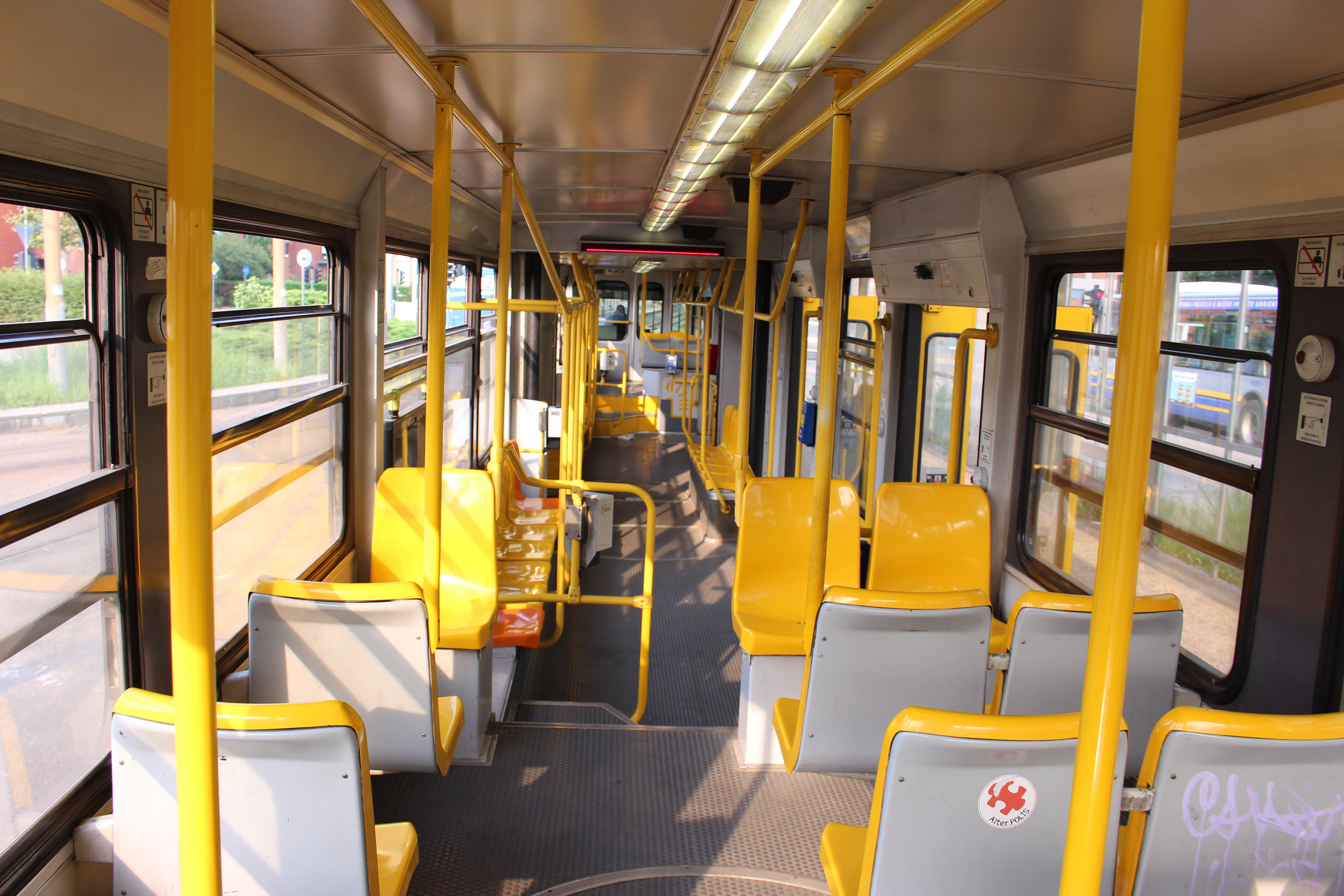
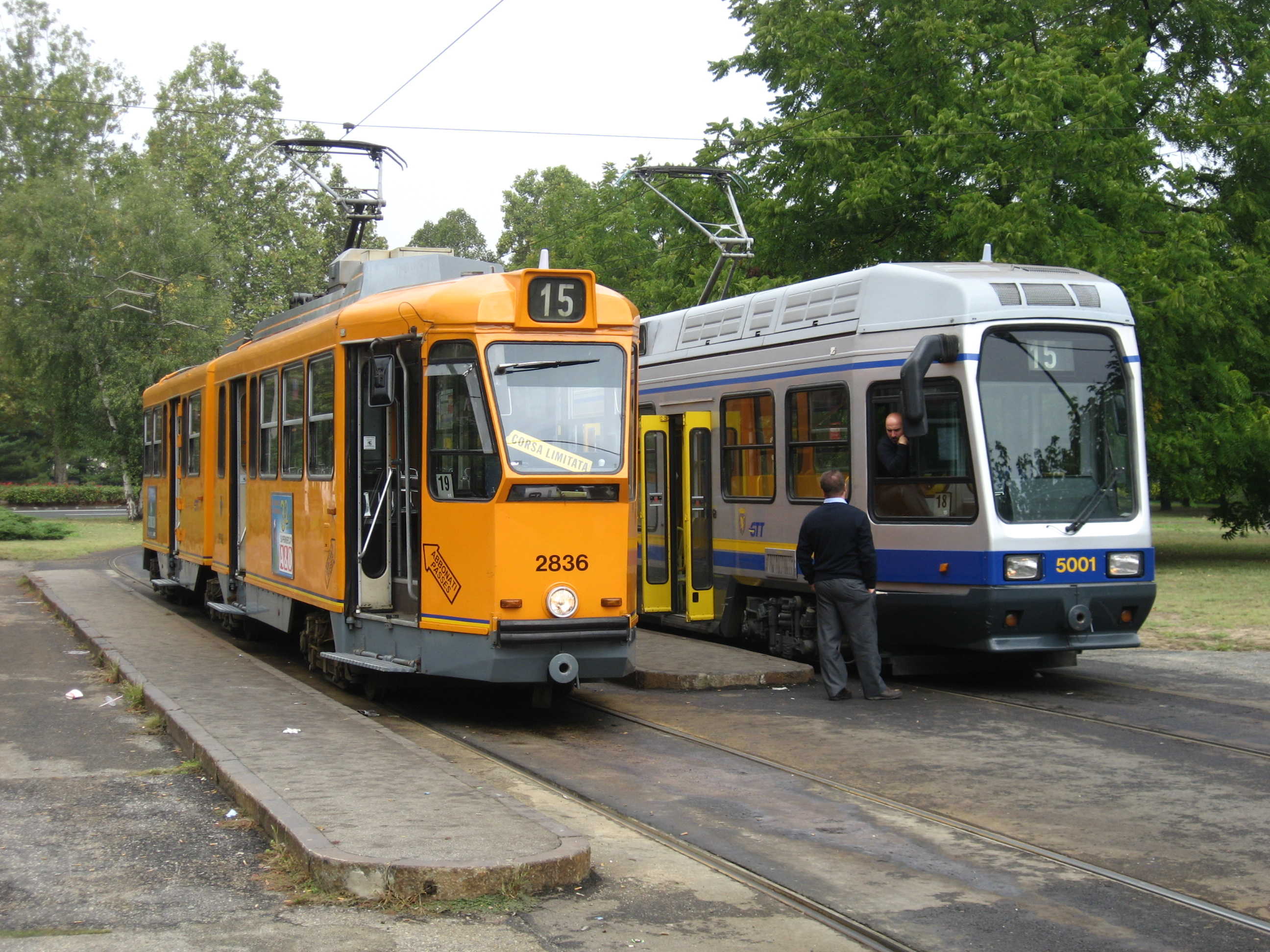
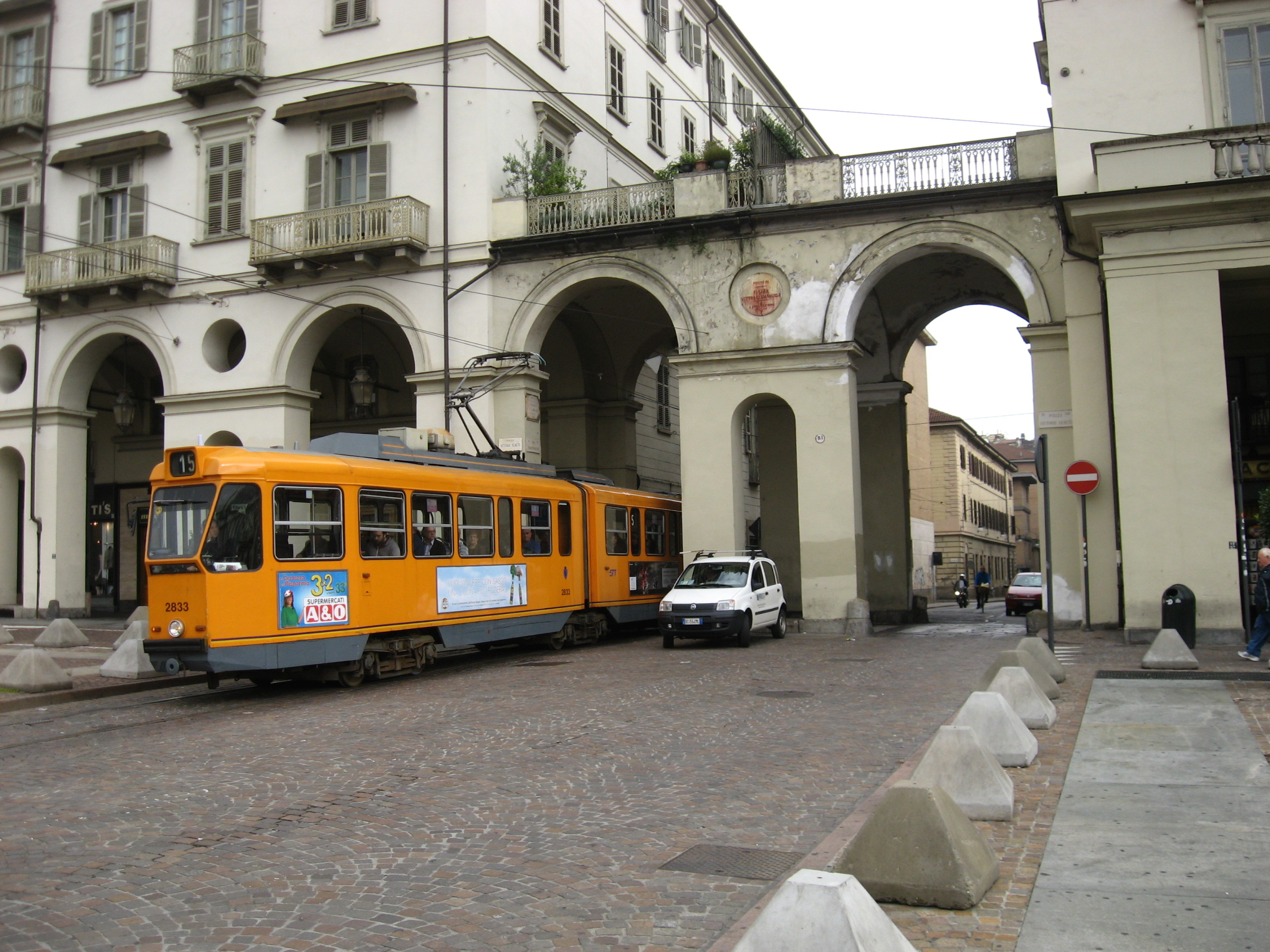

## Kapcsolódó szócikk
- Olaszország villamosvonal-hálózatai